# Gheorghe Cocebaș
Gheorghe Cocebaș, ortografiat greșit uneori ca Cogebas, (n. secolul al XX-lea – d. secolul al XX-lea) a fost un pilot român de aviație, zburând în Grupul 6 Vânătoare, as al Aviației Române din cel de-al Doilea Război Mondial.
Adjutantul stagiar av. Gheorghe Cocebaș a fost decorat cu Ordinul Virtutea Aeronautică de război cu spade, clasa Crucea de Aur (19 septembrie 1941) pentru că „în lupta aeriană dela Tighina a doborât un avion sovietic” și clasa Crucea de Aur cu 1 baretă (4 noiembrie 1941) pentru că este un „coechipier de nădejde. Trăgător precis. Sboară cu patimă și elan. Are 61 ieșiri pe front, cu două victorii aeriene. Lovit în motor, aterisează forțat, iar avionul ia foc”.

## Decorații
- Ordinul „Virtutea Aeronautică” de război cu spade, clasa Crucea de aur (19 septembrie 1941)[1]
- Ordinul „Virtutea Aeronautică” de Război cu spade, clasa Crucea de Aur cu 1 baretă (4 noiembrie 1941)[2]